# André Jaeger
André Jaeger (* 12. Februar 1947 in Rümikon) ist ein Schweizer Koch und Unternehmer.

## Leben
André Jaeger wuchs als Sohn eines Wirteehepaars auf und absolvierte eine dreijährige Kochlehre im traditionsreichen Hotel Beau-Rivage Palace in Lausanne sowie ein Service-Praktikum im Dorchester Hotel in London und ein Administrations- und Receptions-Praktikum im Hotel Eden au Lac in Lugano. Nach Abschluss seiner Lehre besuchte André Jaeger ab 1965 die Hotelfachschule in Lausanne.
1971 wurde er Food and Beverage Manager (Gastronomieleiter) im Peninsula Hotel in Hongkong. Die Jahre in Asien hatten einen prägenden Einfluss auf André Jaeger, was ihn später als einer der Vordenker und -kocher einer ost-westlichen Küche, die bewusst mit geschmacklichen Gegensätzen spielt, werden liess.
Nach seiner Rückkehr in die Schweiz erwarb er 1981 den väterlichen Betrieb, das Hotel und Restaurant Fischerzunft in Schaffhausen. Mit der Erneuerung und dem Wandel des Hotels und des Restaurants zu einem Luxusbetrieb war auch André Jaegers Aufstieg zum Spitzenkoch verbunden, der ihm bei Gault-Millau zwei Mal die Auszeichnung Koch des Jahres einbrachte. Seit 1995 wurde André Jaeger von Gault-Millau mit 19 Punkten bewertet. 2010 wurde er im Bertelsmann Guide zum Koch des Jahres in der Schweiz ausgezeichnet.
Ende Juni 2015 schloss Jaeger die Fischerzunft nach 40 Jahren und ging in den Ruhestand.
Von Dezember 2017 bis zum 6. Januar 2018 übernahm er die Vertretung im Gourmetrestaurant focus des Park Hotel Vitznau.

## Auszeichnungen
- 1988 und 1995 Koch des Jahres Gault Millau
- Seit 1995 mit 19 Punkten im Gault Millau
- 2010 Koch des Jahres im Bertelsmann Guide
- Ein Stern im Guide Michelin